# Ахелой

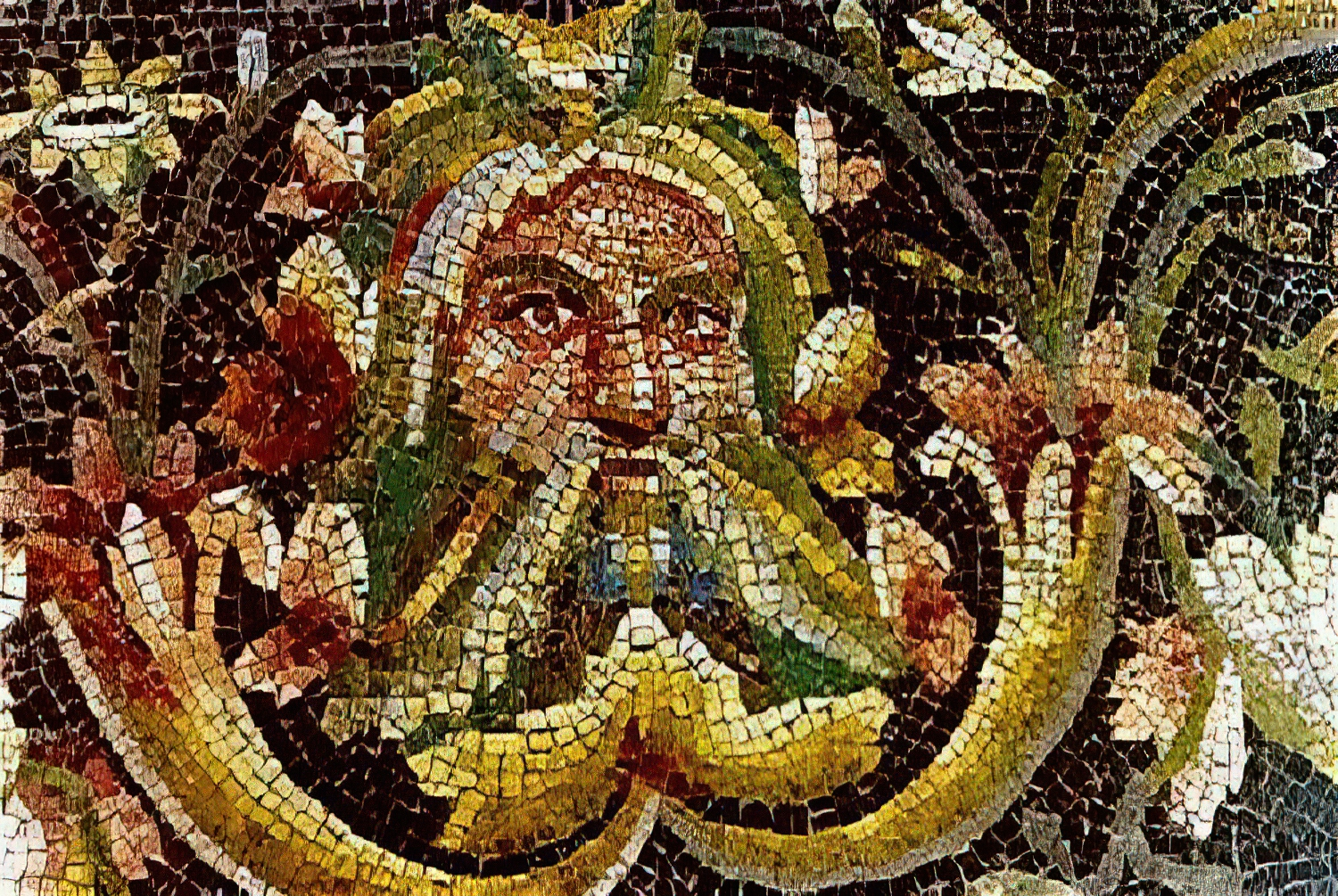
Ахелой

Ахело́й (грец. Αχελώος) — бог однойменної річки в Етолії, син Океана й Тетії. Щоб одружитися з Деянірою, змагався з Гераклом і зазнав поразки. Міг приймати будь-яку зовнішність; під час боротьби з Гераклом перетворився на змія а потім на бика. Геракл зламав йому ріг, згодом перетворений наядами в ріг достатку. Зображення цієї боротьби нерідко зустрічаються в грецькому вазопису чернофігурного стилю; маска Ахелоя у вигляді старця з відкритим ротом, з якого ллється вода, — часта прикраса античних фонтанів.
Доньками Ахелою та музи Мельпомени (або Терпсіхори) є сирени.
Відомі картини «Геракл і Ахелой» Одоріко Порденоне, Гвідо Рені, Доменікіно та Якоба Йорданса, опера А. Стеффані «Змагання Алкіда й Ахелоя».